# Samech
| Phénicien | Hébreu | Hébreu | Cursive |
| --------- | ------ | ------ | ------- |
| Samech    | ס      | ס      |         |

Samekh (ס, prononcé /s/) est la quinzième lettre de l'alphabet phénicien et hébreu. La lettre phénicienne donna le Xi (majuscule Ξ ; minuscule ξ) de l'alphabet grec, le X de l'alphabet latin et de son équivalent cyrillique. Noter l'analogie avec le Pilier Djed ci-contre :
| R11 |

En hébreu, sémékh signifie "colonne, pilier, soutien".
Sa valeur numérique est 60.
Le caractère Unicode de ס est 05E1.
Le samekh n'est pas à l'origine du sīn arabe, mais ces deux lettres ont la même valeur phonétique (/s/), et en général la même valeur numérique.

## Particularités
- La lettre Samekh est, avec la lettre Mem finale, l'une des 2 lettres entièrement fermées, sans ouverture vers l'extérieur.